# Олбані Тауншип (округ Беркс, Пенсільванія)
Олбані Тауншип (англ. Albany Township) — селище (англ. township) в США, в окрузі Беркс штату Пенсільванія. Населення — 1660 осіб (2020).

## Демографія
Згідно з переписом 2010 року, у селищі мешкали 1724 особи в 667 домогосподарствах у складі 489 родин. Було 721 помешкання
Расовий склад населення:
| - 98,6 % — білих - 0,5 % — чорних або афроамериканців - 0,1 % — корінних американців - 0,1 % — азіатів |

До двох чи більше рас належало 0,6 %. Частка іспаномовних становила 1,4 % від усіх жителів.
За віковим діапазоном населення розподілялося таким чином: 22,9 % — особи молодші 18 років, 62,3 % — особи у віці 18—64 років, 14,8 % — особи у віці 65 років та старші. Медіана віку мешканця становила 44,8 року. На 100 осіб жіночої статі у селищі припадало 107,0 чоловіків;  на 100 жінок у віці від 18 років та старших — 105,4 чоловіків також старших 18 років.
Середній дохід на одне домашнє господарство  становив 82 333 долари США (медіана — 61 949), а середній дохід на одну сім'ю — 92 941 долар (медіана — 75 750). За межею бідності перебувало 3,7 % осіб, у тому числі 0,6 % дітей у віці до 18 років та 5,5 % осіб у віці 65 років та старших.
Цивільне працевлаштоване населення становило 831 особа. Основні галузі зайнятості: виробництво — 27,3 %, освіта, охорона здоров'я та соціальна допомога — 22,6 %, науковці, спеціалісти, менеджери — 11,2 %, роздрібна торгівля — 10,7 %.